# デンマーク国鉄SE型電車
デンマーク国鉄SE型電車は、デンマーク国鉄 （DSB）の電車。

## 概要
デンマーク国鉄（DSB）の第4世代S-tog列車として、2000年以降に開発が始まり、2004年にすべての編成が落成。この形式はSA型の派生形式である。
開発・製造は世界を代表する鉄道車両メーカーである、Alstom TransportとSiemensによって 行われた。

### 車両構造
地域旅客輸送用として製造され、1編成4両の連接構造を採用。本形式における連接構造は5基の1軸空気ばね台車と4両の車体で構成されており、3つの車体はStadler GTWと同様、はりで隣の車体に乗せられている。
本形式同士では最大で3編成を連結して運用することができ、SA型との連結も可能。
車内の座席配置は、3人掛けのクロスシートが通路を挟んで対になったものであり、 座席は青いモケット生地張りとなっている。
また、車内にはwifi接続による無線インターネットが装備されており、デンマーク国鉄およびTDCネットワークのWebサイトへの接続が無料となっているほか、それら以外のWebサイトも無料で2分間の利用が可能となっている。  

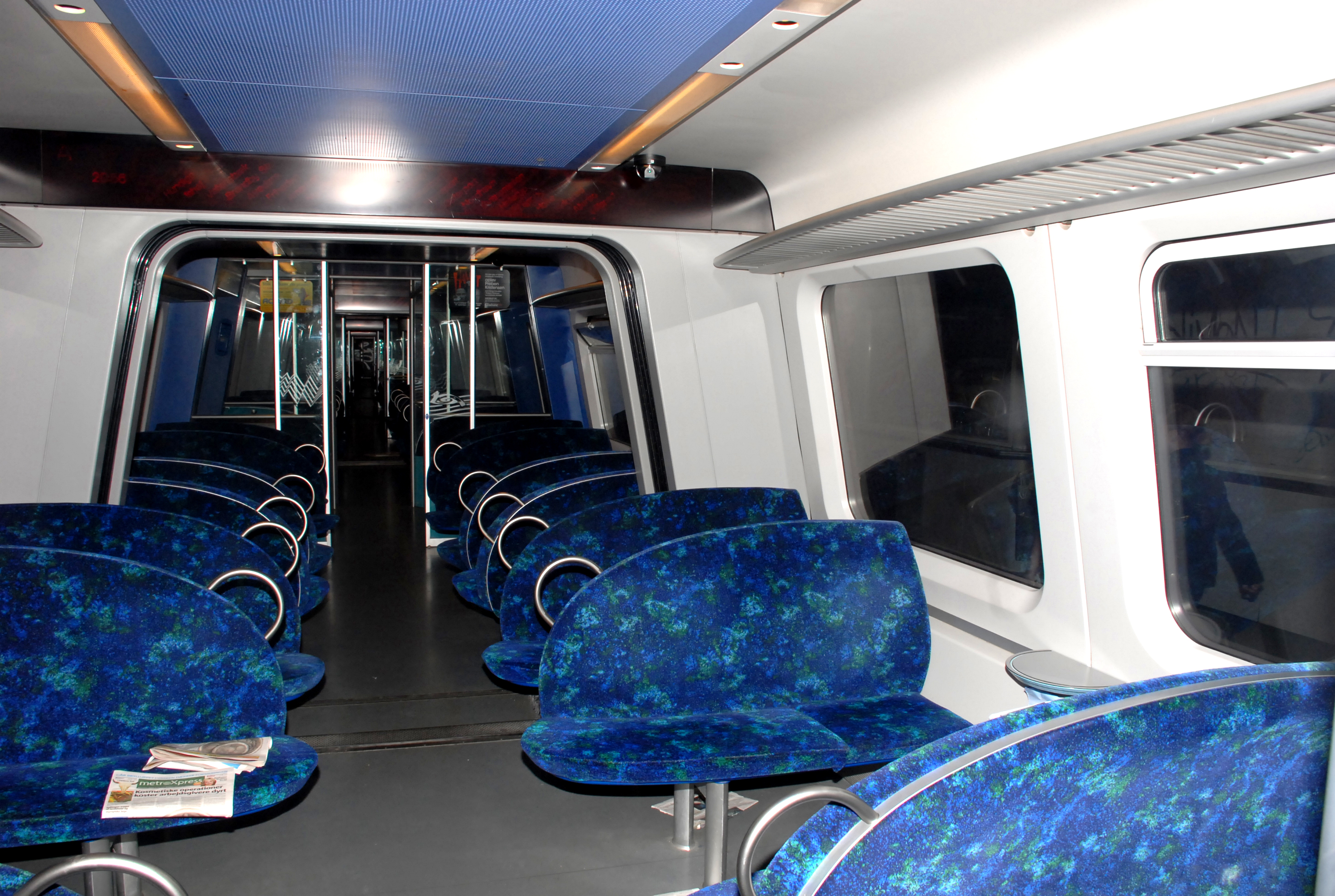
車内
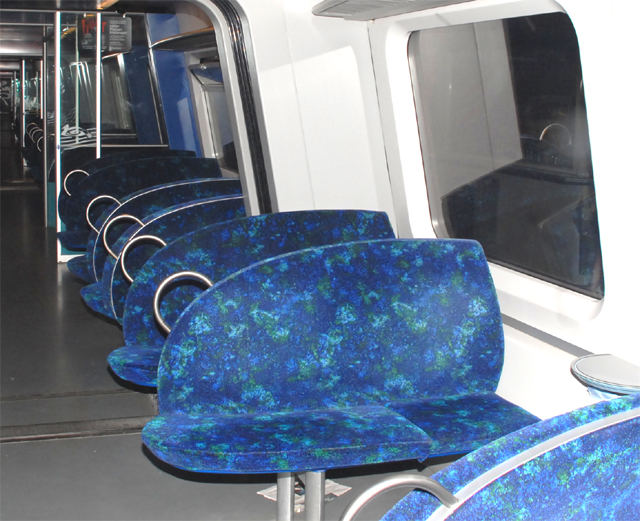
座席
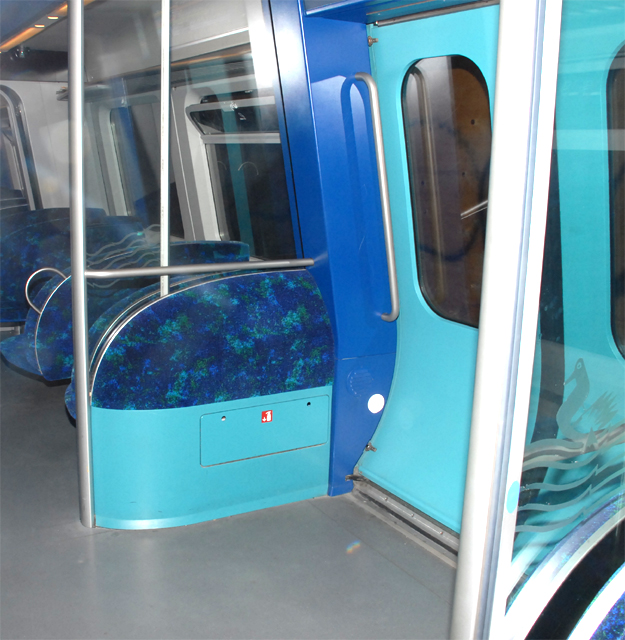
車内乗降扉部分

### 車番
編成は次のように構成されている。 
- 41xx-43xx-45xx-47xx

- SE 4101 - 4131 : 運転台のある動力車
- SF 4301 - 4331 : パンタグラフ付きの動力車
- SG 4501 - 4531 : 付随車
- SH 4701 - 4731 : 運転台のある動力車

## 運用
基本的にコペンハーゲンS-togの「リングバアーン」（Hellerup – Ny Ellebjerg線 : F線）において運用されている。